# Grazer Straße (Bremerhaven)

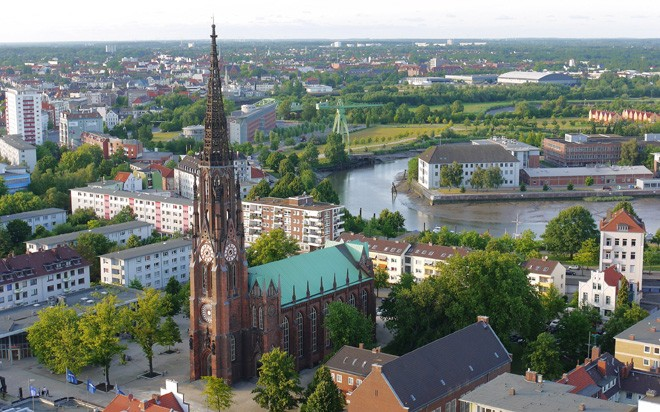
Bürgermeister-Smidt-Gedächtniskirche, ganz links Beginn der Grazer Straße

Die Grazer Straße ist eine zentrale Erschließungsstraße in Bremerhaven, Mitte (Süd, Nord). Sie führt parallel zur Bürgermeister-Smidt-Straße in Süd-Nord-Richtung von der Mühlenstraße bis zur Bogenstraße.
Sie gliedert sich in die Teilbereiche
- Mühlenstraße bis Lloydstraße und
- Lloydstraße bis Bogenstraße.

Die Querstraßen und die Anschlussstraßen wurden benannt u. a. als Mühlenstraße, Keilstraße (wie ein Keil zwischen den beiden Hafenenden Neuer Hafen/Alter Hafen), Preßburger Straße nach der Hauptstadt der Slowakei Bratislava, Lloydstraße nach der Reederei und dem Werftbetrieb Norddeutscher Lloyd (NDL), Gasstraße nach einer im Norden stehenden früheren Gasanstalt, Sonnenstraße, unbenannter Platz, Hannastraße nach der Gerstenart aus Böhmen, Zeppelinstraße nach dem Erfinder der Zeppelin-Starrluftschiffe Ferdinand von Zeppelin (1838–1917) und Bogenstraße nach den großen Bögen, die sie und die frühere Bahnlinie um das Quartier führt; ansonsten siehe beim Link zu den Straßen.

## Geschichte

### Name
Die frühere Grüne Straße, heute Grazer Straße, wurde benannt nach der Landeshauptstadt der Steiermark. In Alt-Bremerhaven wurde einige Straßen nach Städten der früheren Österreichisch-Ungarischen Monarchie (Prager Straße, Preßburger Straße) benannt.

### Entwicklung

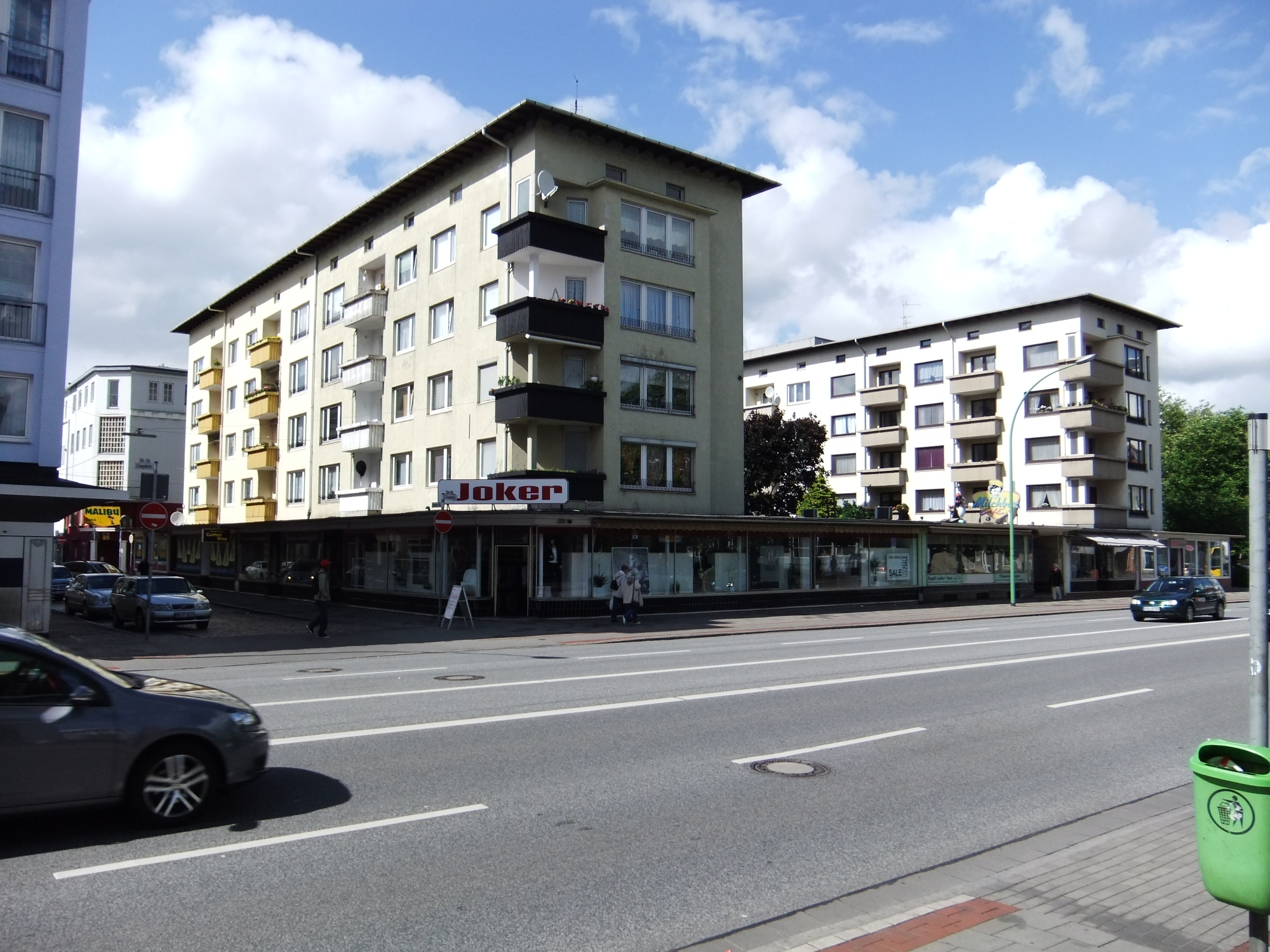
Wohnhäuser an der Lloydstraße

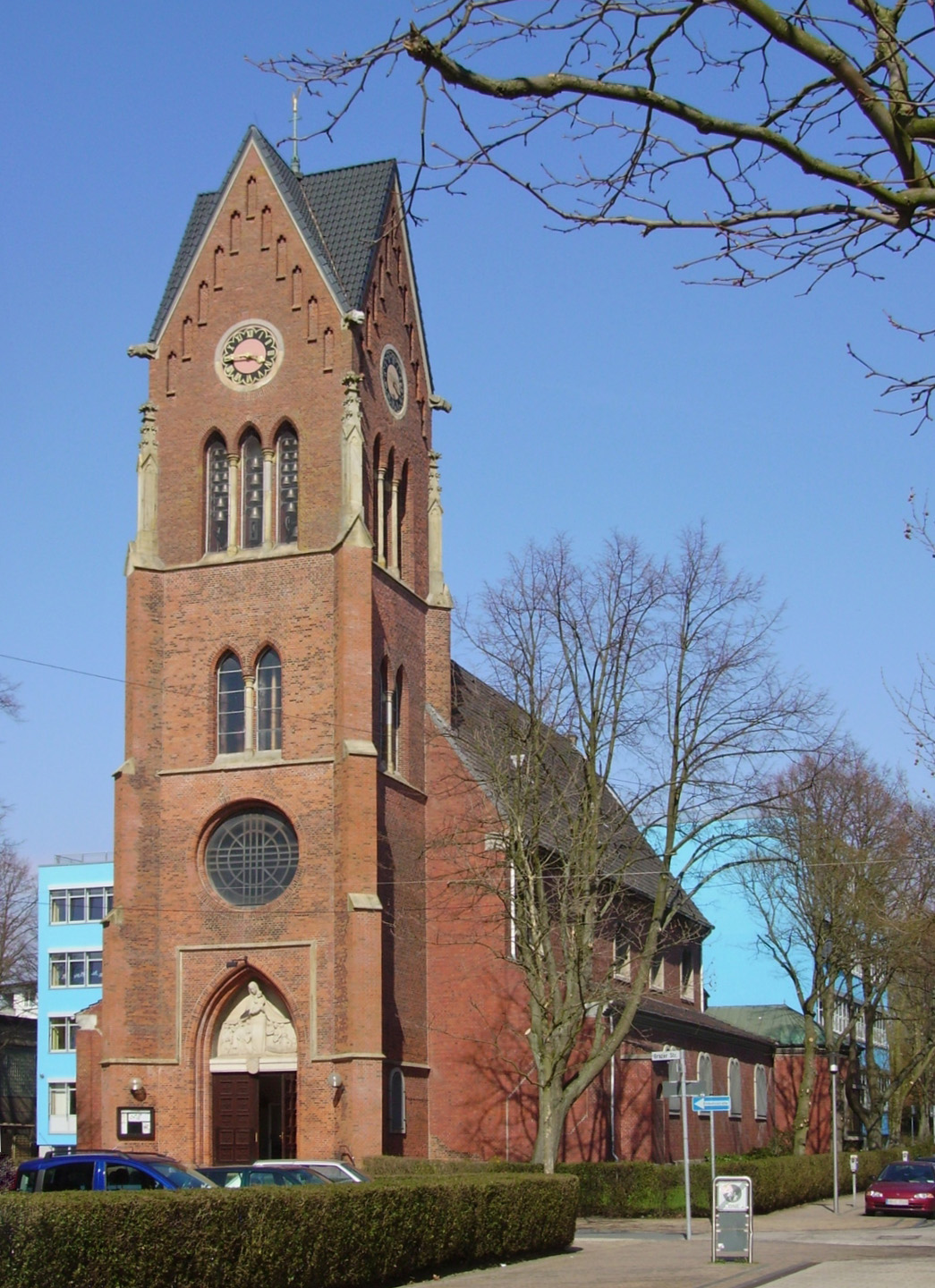
St.-Marien

Bremerhaven dehnte sich nach dem Bau der Häfen (ab 1827) langsam ab um 1850 nach Osten in Richtung Geeste und nach Norden aus. Nach der Leher Heerstraße (ab 1865 Bürgermeister-Smidt-Straße) entstanden um 1850 weitere Längs- und Querstraßen- sowie 1864 die Schleusenstraße (heute Lloydstraße). In Längsrichtung wurde die Grüne Straße von um 1850 (heute Grazer Straße) nördlich der Lloydstraße weiter geführt.
Die evangelische Bürgermeister-Smidt-Gedächtniskirche (Große Kirche) wurde 1855 gebaut. Um 1854 gründeten sich das Vereinigte Theater mit einer Spielstätte an der Grazer Straße. 1867 entstand die Katholische St.-Marien-Kirche. 1873 erhielten die Straßen eine Kanalisation.
1858 entstand an der Grünen Straße Ecke Keilstraße die öffentliche Höhere Schule für Knaben mit sieben Klassen. 1880 wurde sie Realschule I. Ordnung; 1882 wurde daraus ein Realgymnasium verbunden mit einer Realschule II. Ordnung. Das altsprachliche Bremerhavener Gymnasium wurde 1938 in Bürgermeister-Smidt-Schule, Oberschule für Jungen in Bremerhaven umbenannt und mit der Realschule dieser Doppelschule vereinigt. Die Gebäude wurden 1944 zerstört.
1900 kam am Ende der Straße am Rand zu Lehe (Bogenstraße) ein Neubau, der von den beiden Schulen bezogen wurde. Nach 1945 war hier die frühere Berufsschule. Daraus ist später das Haus Graz des Lloyd Gymnasiums entstanden.
Die Töchterschule von Doris Bertholdi von 1839 zog 1869/70 unter ihrem Direktor Dr. Anton Koch um in einen Neubau an der Grünen Straße Ecke Baumstraße (heute Grazer Straße). Gegenüber der Großen Kirche befand sich seit 1880 eine zweite, 1848 gegründete höhere Töchterschule von Frau Pump. 1905 fand hier die Gründung der Städtischen Höheren Mädchenschule statt, wobei die zwei privaten Töchterschulen verstaatlicht und zusammengefasst wurden. 1910 konnte hier unter Direktor Dr. Alwin Wode das Abitur erreicht werden. 1942 wurde die nunmehr Deutsche Oberschule für Mädchen an der Grazer Straße von den Nationalsozialisten geschlossen, das Gebäude 1944 zerstört und nicht wieder aufgebaut. Seit 1910 entstand eine katholische Schule an der Straße, die ständig ausgebaut wurde.
Um 1880 entstand das Theater Tivoli, dass seit 1923 bis 1964 überwiegende als Kino genutzt wurde.
Im Zweiten Weltkrieg wurden fast alle Häuser zerstört. Der Wiederaufbau ist geprägt durch die Wohnhäuser der 1950/60er Jahre.

### Verkehr
Seit 1881 gab es auf der nahen Bürger eine Pferdebahn. Von 1898 bis 1949 wurde sie zu einem elektrischen Straßenbahnbetrieb mit 6 Linien umgebaut.
Im Nahverkehr von BremerhavenBus fahren auf der Bürger in Teilstrecken oder ganz die Linien 502, 504, 505, 506, 508, 509 und S sowie in den Wochenendnächten die Linien ML/NL.

## Gebäude und Anlagen
Die Straße hat überwiegend eine drei- bis fünfgeschossige Bebauung.
Erwähnenswerte Gebäude und Anlagen
Mühlenstraße bis Lloydstraße
- Am Beginn der Straße: Evangelische, neogotische dreischiffige, 80 Meter hohe Bürgermeister-Smidt-Gedächtniskirche von 1855 nach Plänen von Simon Loschen, Bremen für die Vereinigte Protestantische Gemeinde; 1944 schwer beschädigt und Wiederaufbau bis 1960 durch den Architekten Karl Franzius.[4]
- Zwischen Mühlenstraße und Keilstraße: Vier 4-gesch. Wohnhäuser von um 1960 im offenen Zeilenbau
- Nr. 15: Kath., einschiffige neogotische Saalkirche St.-Marien-Kirche von 1867 mit einem Querschiff, 1944 ausgebombt und 1952 ohne Querschiff wieder aufgebaut
- Nr. 15a: Katholische Schule: 1910 wurde die Schule an der Langen Straße 106 (heute Prager Straße) für 115 Schüler eingerichtet, 1953 erster Wiederaufbau, 1959 Neubau an der Grazer Straße
  - 4-gesch. katholische Oberschule Edith-Stein-Schule nach Plänen von Josef Vollhans, Dortmund; 1974 Neubau als Realschule, 1999 aufgestockt, seit 2000 gymnasialer Zweig, 2012 Oberschule
  - 2- bis 3-gesch. Grundschule Stella Maris
- Nr. 30 bis 42: 4-gesch. Wohnanlage der 1960er Jahre
- Nr. 52/54: 2- und 3-gesch. Evangelisch-methodistische Kirche mit kleinem Turmaufsatz
- Ostecke Grazer Straße/Lloydstraße: 3- bis 5-gesch. Gebäudekomplex von 1954, heute Volkshochschule Bremerhaven, früher Schillerschule als Haupt- und Mittelschule
- Westecke Grazer Straße/Lloydstraße: 6-gesch. Wohn- und Geschäftshaus aus den 1970er Jahren

Lloydstraße bis Bogenstraße
- Max-Eyth-Platz 3 / Grazer Straße/Lloydstraße: Berufsschulzentrum für verschieden, wechselnde Ausbildungsrichtungen.
- Nr. 23 bis 29 und Lloydstraße Nr. 18 bis 24: 5-gesch. denkmalgeschützte Wohnanlage Lloydstraße von 1954 bis 1958 mit eingeschossiger Ladenzeile nach Plänen von Hans Siedentopf für u. a. die Städtische Wohnungsgesellschaft Bremerhaven (Stäwog).[5]
- Nr. 51 bis 55: 3- bis 4-gesch. Gebäude als Theater von um 1880 im Stil der Gründerzeit mit einem 5-gesch. Ecktürmchen sowie Restaurant und Biergarten. Seit 1923 überwiegende Nutzung als Kino mit 900 bzw. 1124 (1940) Plätzen. 1944 teilweise zerstört, 1949 wiedereröffnet mit 1261 Plätzen und 1955 ergänzt um das Kino Astoria mit 497 Plätzen; die Kinos wurden 1964 geschlossen, der Saal blieb erhalten.
- Die Metallarbeitergewerkschaft hatte um 1920 bis 1933 ihren Sitz im Haus Ecke Grazer Straße/Sonnenstraße.
- Nr. 61: 3- und 4-gesch. Gebäudeanlage von 1900 für die Bürgermeister-Smidt-Schule mit Innenhof und dem Rundbau an der Ecke mit Aula und Turnhalle; ab 1950 die Berufsschule als Gewerblichen Lehranstalten, dann wieder Gymnasium, ab 2004 Lloyd Gymnasium Bremerhaven (Haus Graz mit rund 1000 Schülern) und Jugendmusikschule Bremerhaven. Das Lloyd Gymnasium mit um 1700 Schülern (früher Pestalozzischule) hat seinen Unterricht auch in der Wiener Straße.
- Nr. 64 und 66: Zwei 3-gesch. erhaltene Wohn- und Geschäftshäuser im Stil der Gründerzeit von um 1890/1900